# Henriqueta de Liechtenstein
Henriqueta Maria Norberta (em alemão:  Henriette Maria Norberta; Viena, 6 de junho de 1843 – Deutschlandsberg, 24 de dezembro de 1931) foi uma princesa de Liechtenstein, membro da principesca Casa de Liechtenstein.

## Família
Teresa era a oitava filha, a sétima menina de Aloísio II, Príncipe de Liechtenstein e de sua esposa, Francisca Kinsky de Wchinitz e Tettau. Entre seus irmãos estevam João II de Liechtenstein e Francisco I de Liechtenstein.

## Casamento e família
Em 26 de abril de 1865, em Viena, Henriqueta casou-se com seu primo, o príncipe Alfredo de Liechtenstein, filho de Francisco de Paula de Liechtenstein e da condessa Júlia Potocka. Eles tiveram dez filhos:
- Princesa Francisca (1866-1939)
- Príncipe Francisco (1868-1929)
- Princesa Júlia (1868)
- Príncipe Aloísio (1869-1955), casou-se com a arquiduquesa Isabel Amália da Áustria; renunciou seus direitos de sucessão em favor de seu filho Francisco José II, Príncipe de Liechtenstein em 1923
- Princesa Maria Teresa (1871-1964)
- Príncipe João (1873-1959)
- Príncipe Alfredo (1875-1930), Primeiro-ministro provisório em 1928
- Príncipe Henrique (1877-1915)
- Príncipe Carlos Aloísio (1878-1955), Primeiro-ministro de Liechtenstein de 1918 a 1920; casou-se com Isabel de Urach, filha de Guilherme, 2.° Duque de Urach com sua primeira esposa, a duquesa Amália da Baviera
- Príncipe Jorge (1880-1931)

## Títulos e estilos
6 de Junho de 1843 – 24 de Dezembro de 1931: Sua Alteza Sereníssima Princesa Henriqueta de Liechtenstein